# 추리콴

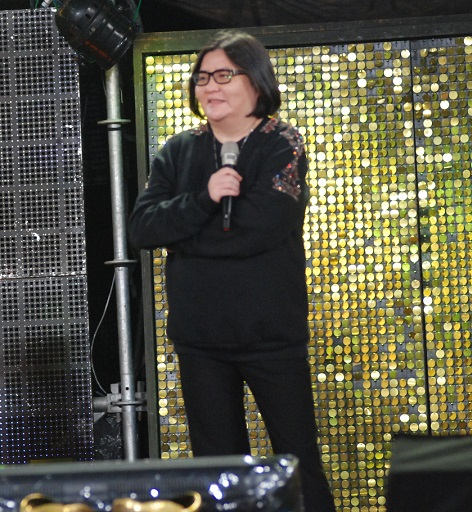

추리콴(중국어: 邱瓈寬, 한자음: 구여관, 1963년 7월 25일 ~ )은 대만의 연예 매니저, 프로듀서, 감독이다. '寬姐'로 알려진 그녀는 대담하고 솔직한 스타일로 알려져 있으며, 연예계 '초시천후'(喬事天后)이자 '연예계 여자 깡패'라는 별명도 갖고 있다.

## 영화
- 대미로만 (2013년)
- 대미로만2 (2016년)